# Frolands kommun
Frolands kommun (norska: Froland kommune) är en kommun i Agder fylke i södra Norge. Kommunens centralort är tätorten Blakstad. Angränsande kommuner är Åmli i norr, Tvedestrand i öster, Arendal, Grimstad och Birkenes i söder samt Evje og Hornnes och Bygland i väster.
Tidigare har kommunen tillhört dåvarande Aust-Agder fylke.

## Historia

### Frolands verk
Frolands verk grundades som järnverk 1763 och bedrevs som sådant fram till 1867. Efterhand tog skogsbruk och sågverk över. Idag är huvudbyggnaden från 1791 skyddad och det gamla stallet används som kulturcentrum.

### Skogsbranden i Froland 2008
Frolands kommun drabbades 2008 av en historiens värsta skogsbränder i Norge. Över 1 000 hektar skog brann och 300 man från brandförsvaret, hemvärnet, civilförsvaret och Röda Korset samt flera helikoptrar bekämpade den. Centralorten Myklands centrum var hotat från tre håll. Flera fritidsbostäder brann ned, men inga permanentbostäder drabbades. Röklukten kunde kännas ända till Thisted i Danmark.

### Administrativ historik
Frolands kommun bildades 1850 genom en delning av Øyestads kommun. Den fick sina nuvarande gränser 1967 genom en sammanslagning med Myklands kommun. 
1968 överförs ett område med 6 invånare från Åmli kommun. 1970, 1979 och 1980 överförs tre obebodda områden till Birkenes kommun. 1991 överförs ett område med 60 invånare från Birkenes.

## Kommunvapen
Kommunvapnet godkändes 1986 och visar en silverfärgad ekorre mot en grön bakgrund som en symbol för skog och skogsbruk.

## Geografi
Kommunen domineras av stora skogsarealer som genomkorsas av två stora vattendrag, Nidelva och Tovdalselva. Högsta punkten är Befjell, 658 m ö.h.

## Kommunikationer
Transportleden genom Frolands kommun från öst mot väst är fylkesväg 42 som förbinder Arendal och Evje. Fylkesvägen korsar Nidelva och Arendalsbanan vid Blakstad. Via fylksväg 408 har Frolands kommun förbindelse i riktning mot Rykene och Grimstad. Riksväg 41 eller Telemarksveien följer Tovdalselva från Hynneklev mot Topedalsfjorden och Kristiansand och i motsatt riktning mot Åmli, Treungen och Nissedal i Vest-Telemark.
Arendalsbanan, som är en förbindelse mellan Sørlandsbanan och staden Arendal, går genom kommunen och har hållplatser vid Frolands kyrka och Blakstad.

## Näringsliv
Skogsbruk och jordbruk har länge varit viktiga näringar i Frolands kommun.
Energibolaget Arendals Fossekompani, grundat 1896, som driver tre kraftstationer i Froland och Åmli har sitt kontor på Bøylefoss i Froland.

## Utbildning
Blakstad vidergående skole är en av det tidigare fylket Aust-Agders största gymnasieskolor inom yrkesutbildning.

## Tätorter
I Frolands kommun finns en tätort:
- Blakstad (centralort)

## Socknar
Inom Norska kyrkan motsvaras Frolands kommun av Frolands socken i Arendals prosteri i Agder og Telemarks stift.

## Kända personer
- Niels Henrik Abel, matematiker, avled på Frolands verk den 6 april 1829 och är begravd på Frolands kyrkogård.

## Bilder

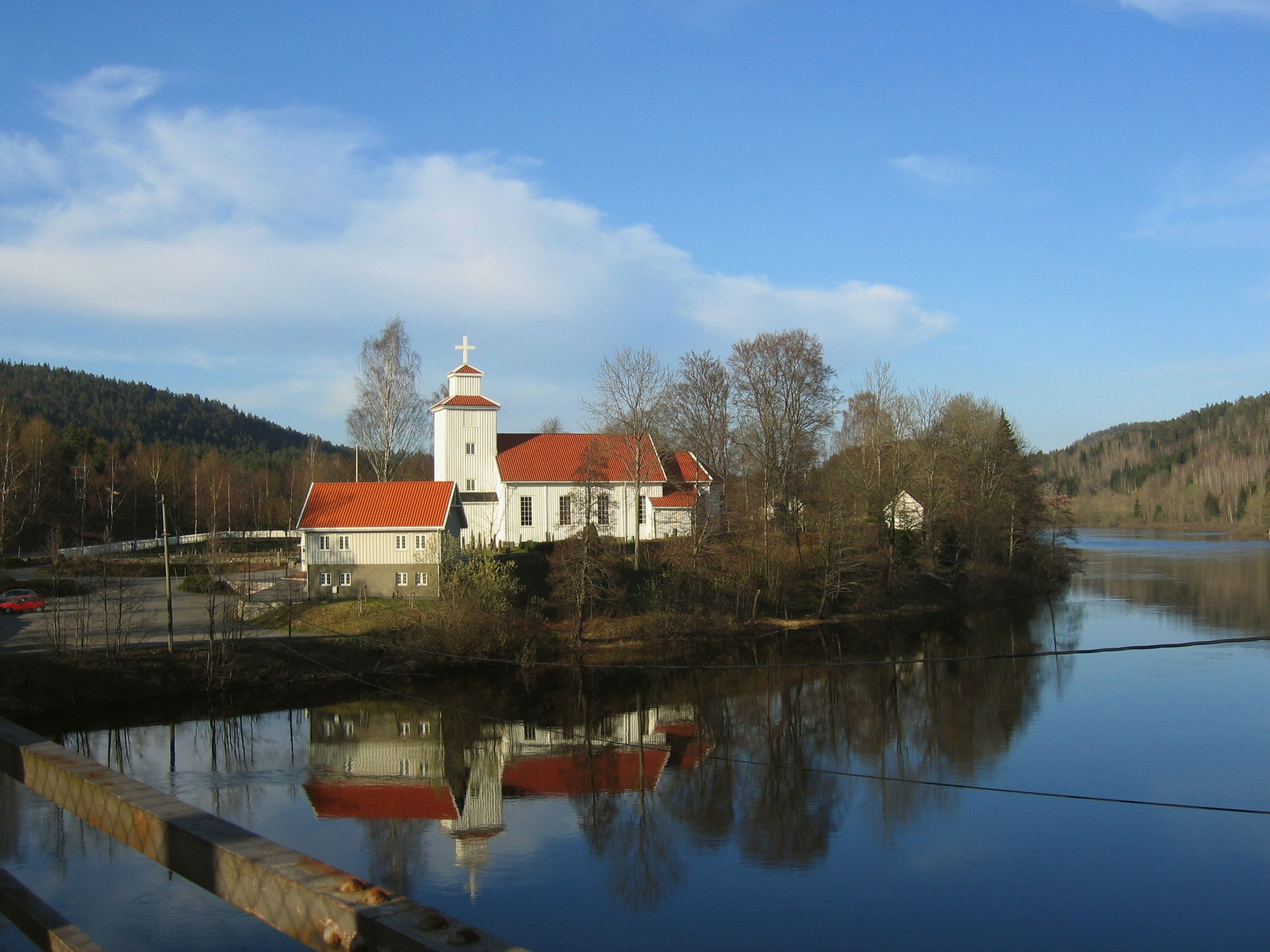
Frolands kyrka (2007).
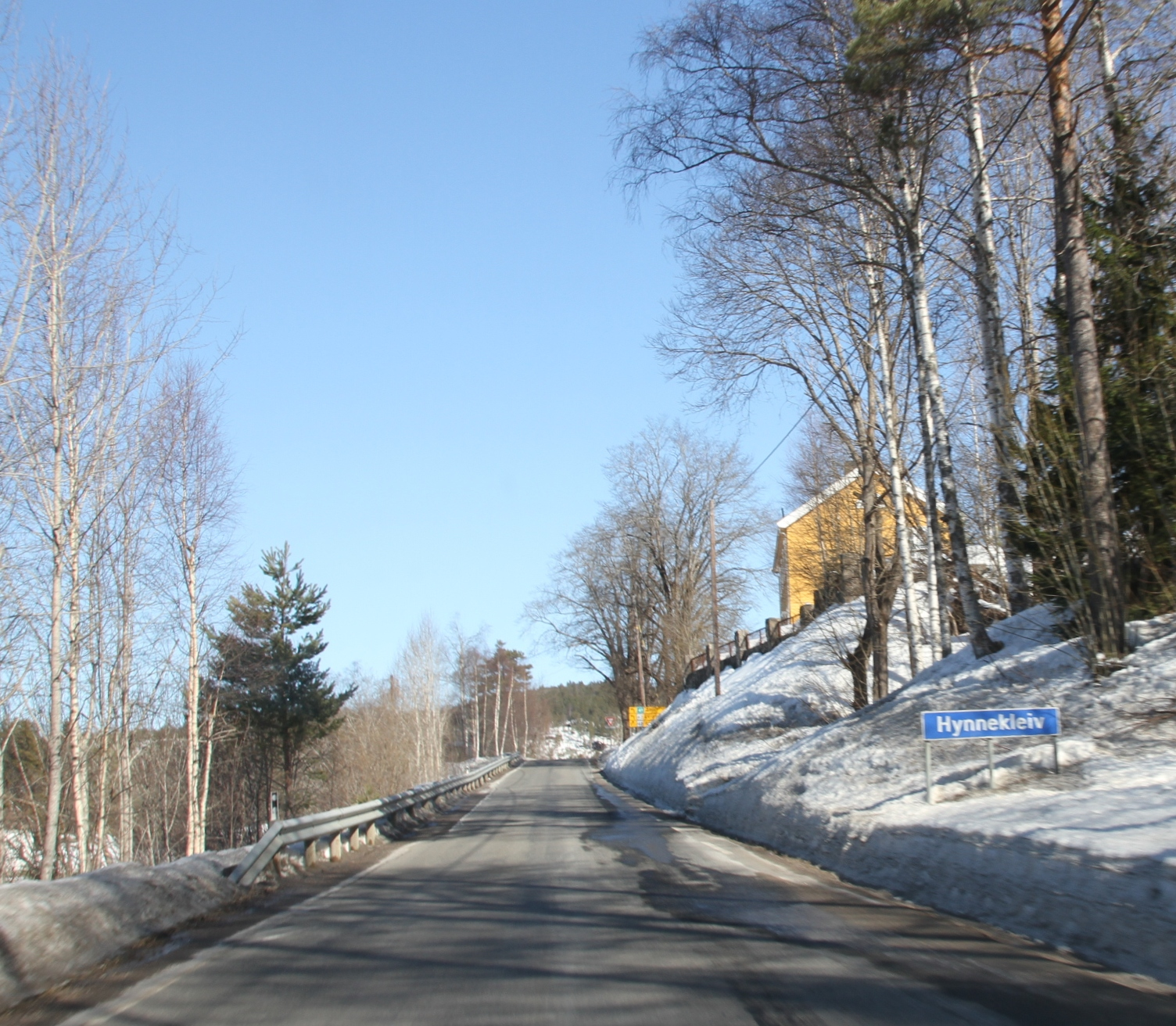
Hynnekleiv.